# Barragem Campo Grande
A Barragem Campo Grande está localizada no município de São Paulo do Potengi, no estado do Rio Grande do Norte, inserida na bacia hidrográfica do Rio Potengi. Inaugurada em 20 de fevereiro de 1986 pelo governador José Agripino Maia e pelo prefeito Geraldo Macêdo Costa, a barragem possui um papel fundamental tanto na gestão dos recursos hídricos quanto no desenvolvimento econômico e social da região.
Além de sua importância estratégica no abastecimento de água e controle de cheias, a Barragem Campo Grande destaca-se como uma das principais atrações turísticas do município. Com suas águas tranquilas, o local tornou-se um ponto de lazer e recreação, oferecendo balneários em suas margens que atraem visitantes e se consolidam como paradas obrigatórias para aqueles que visitam São Paulo do Potengi.

## Histórico
A construção da Barragem Campo Grande, teve início nos primeiros anos da década de 1980. A iniciativa foi um esforço conjunto do governo estadual e do município, liderado pelo prefeito José Gomes Sobrinho, que, atendendo aos anseios da população potengiense, solicitou ao governador Lavoisier Maia o desenvolvimento do projeto. Com uma capacidade planejada para armazenar 35 milhões de metros cúbicos de água, a barragem foi concebida com o objetivo de melhorar o abastecimento hídrico e proporcionar segurança contra as secas frequentes na região.
Em 1983, com a posse do novo governador José Agripino Maia, as obras continuaram em ritmo acelerado. No entanto, em meados de junho do mesmo ano, os trabalhos foram interrompidos devido à falta de recursos financeiros. Esse impasse foi superado através da intervenção do ministro do Interior, Mário Andreazza, que destinou cerca de 35 milhões de cruzeiros à construção, com a expectativa de conclusão até dezembro daquele ano. Contudo, a entrega da obra não foi possível nesse período.
Mesmo sem a finalização completa, a barragem começou a operar parcialmente. Em abril de 1984, após fortes chuvas na região, a estrutura experimentou sua primeira sangria no dia 11 de abril, demonstrando sua importância estratégica para o controle das águas e a gestão hídrica local. A infraestrutura de abastecimento da cidade de São Paulo do Potengi foi contemplada com um investimento adicional de 560 milhões de cruzeiros, refletindo a prioridade dada ao projeto pelo governo estadual e federal.
A inspeção da barragem ocorreu em 4 de abril de 1984, com a visita oficial do ministro Mário Andreazza e do governador José Agripino Maia, destacando a relevância da obra para o desenvolvimento regional. A entrega oficial da Barragem Campo Grande só foi realizada em 20 de fevereiro de 1986, consolidando-a como uma das mais importantes obras de infraestrutura hídrica do Rio Grande do Norte. Desde então, a barragem desempenha um papel crucial no abastecimento de água e no controle das cheias na região do Potengi, contribuindo significativamente para o desenvolvimento econômico e social do município e das comunidades circunvizinhas.

### Histórico de "Sangrias"
A Barragem Campo Grande, ao longo de sua história, registrou várias ocorrências de sangrias, que são momentos em que o volume de água armazenado ultrapassa a capacidade máxima, resultando na liberação controlada de água. Esse fenômeno é crucial para a gestão hídrica da região e para evitar transbordamentos indesejados. Abaixo, apresenta-se o histórico das principais sangrias da barragem:
- 11 de abril de 1984 (quarta-feira);[9]
- 11 de janeiro de 2004 (domingo);[13][14]
- 25 de março de 2008 (terça-feira);
- 13 de março de 2009 (sexta-feira);
- 24 de janeiro de 2011 (segunda-feira);[15]
- 27 de abril de 2011 (quarta-feira);[16]
- 12 de março de 2024 (terça-feira);[17]
- 14 de junho de 2024 (sexta-feira).

## Barragem

### Características Estruturais

Curso do rio Potengi, em São Paulo do Potengi, com a "sangria" da barragem Campo Grande, em 2024.

A Barragem Campo Grande é uma barragem de terra zoneada, um tipo de estrutura que utiliza camadas de solo compactado para criar uma barreira eficiente contra a passagem de água. Com uma altura máxima de 23 metros acima da fundação, a barragem é projetada para suportar grandes volumes de água, garantindo a segurança hídrica da região.
A cota do coroamento da barragem é de 6 metros, o que define a altura da parte superior da estrutura em relação ao nível do solo. O comprimento do coroamento é de 920 metros, proporcionando uma base estável e ampla para a operação e manutenção da barragem. Essas características estruturais são fundamentais para a eficiência e durabilidade da Barragem Campo Grande, permitindo-lhe desempenhar seu papel vital na gestão dos recursos hídricos na bacia do Rio Potengi.

### Capacidade e Bacia
Possui uma bacia que ocupa uma área de 440,90 hectares, proporcionando um espaço amplo para a captação e armazenamento de água. A barragem é projetada para abrigar um volume total de 23.139.587,00 m³, o que a torna uma estrutura significativa para a gestão hídrica na região.
Entretanto, a barragem apresenta um volume morto de 1.154.474,00 m³, que se refere à quantidade de água que não pode ser utilizada devido à sua profundidade ou à presença de sedimentos no fundo da barragem. Esse volume morto é uma consideração importante na administração dos recursos hídricos, pois impacta a disponibilidade efetiva de água para abastecimento e uso nas comunidades adjacentes. A gestão adequada desses volumes é crucial para maximizar a eficiência da barragem e garantir o abastecimento sustentável na bacia do Rio Potengi.

### Sistema de Descarregamento de Cheias
A Barragem Campo Grande é equipada com um sistema de descarregamento de cheias do tipo "soleira espessa", projetado para gerenciar o fluxo excessivo de água e evitar transbordamentos que possam comprometer a segurança da estrutura. A cota da crista da soleira do sangradouro é de 116 metros, permitindo a liberação controlada de água em períodos de grande precipitação.
A lâmina máxima que pode ser alcançada no descarregador é de 6,60 metros, garantindo que a barragem possa suportar volumes significativos de água durante eventos de cheias. O caudal máximo que o sistema pode descarregar é de 942,00 m³/s, o que demonstra a capacidade da barragem em lidar com grandes volumes de água de forma eficaz.
Essas características do sistema de descarregamento são essenciais para a proteção da barragem e da população circunvizinha, assegurando que a água seja controlada adequadamente durante períodos de chuvas intensas, minimizando riscos de alagamentos e danos estruturais.